# 색전형성

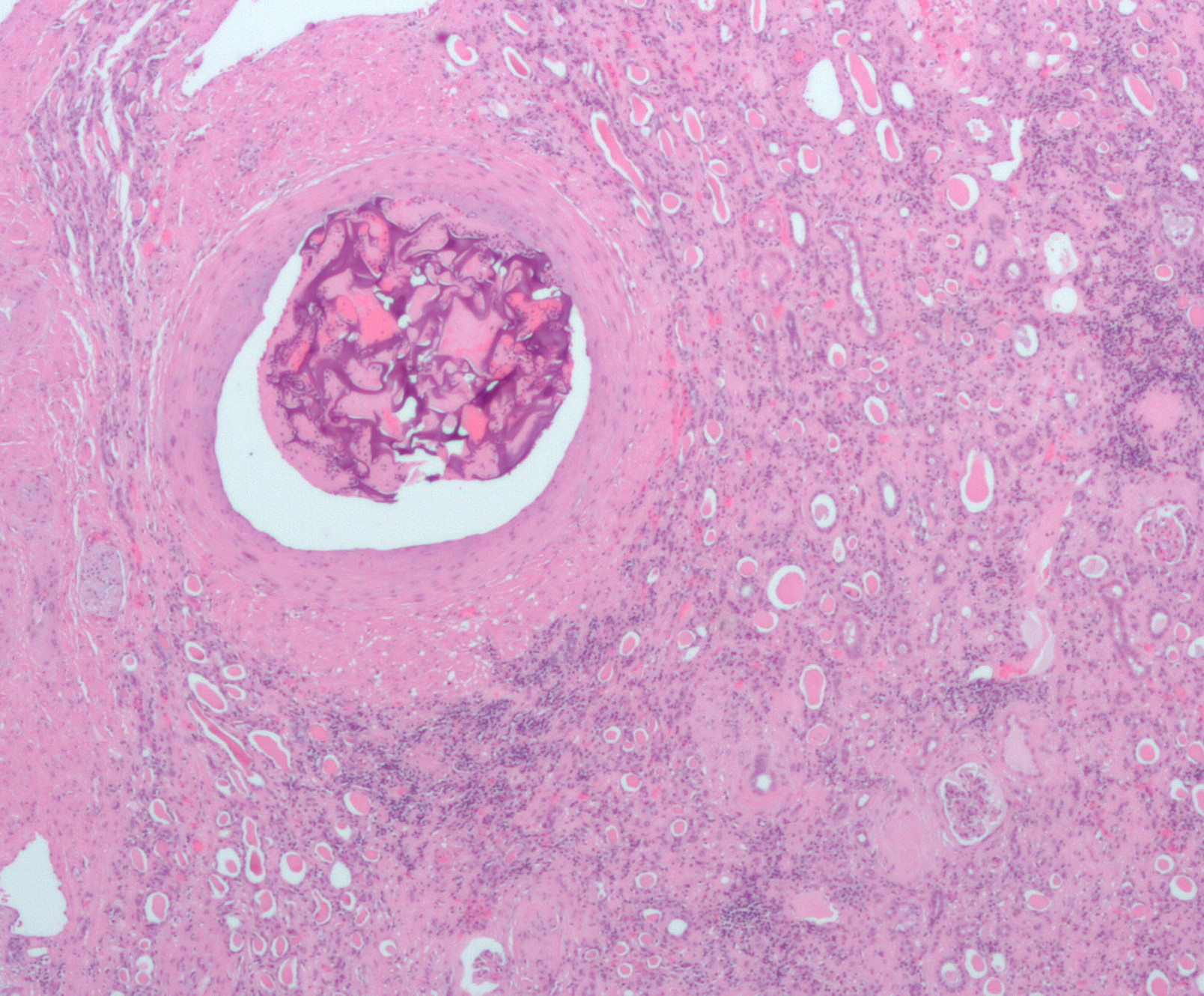

색전형성(embolization, 색전술)은 혈류 내에서 색전이 통과하고 머무르는 것을 의미한다. 이는 자연적 기원(병리적)일 수 있으며, 이러한 의미에서 색전증(embolism), 예를 들어 폐 색전증이라고도 한다. 또는 출혈에 대한 지혈 치료 또는 의도적으로 혈관을 차단하여 종양 세포를 굶겨 죽이는 일부 유형의 암 치료로 인위적으로 유도(치료적)될 수 있다.

## 용도
색전술(embolization)이란 치료의 한 방법이다. 암세포가 혈액에 의존함에 착안하여 영양분을 공급하는 혈관을 화학 물질을 이용하여 차단하는 것이다. 암세포만을 선택적으로 괴사시킬 수 있기 때문에 수술보다 효과적인 경우가 많다.
경동맥 화학 색전술은 대퇴부 동맥에 가는 관을 삽입하여, 간암세포에 영양을 공급하는 간동맥을 찾아 항암제를 투여하고, 혈류를 차단하여 정상적인 간조직에 손상을 줄이면서 암조직을 선택적으로 파괴하는 치료법이다.

## 같이 보기
- 위장출혈
- 중재영상의학
- 색전증(embolism)